# قاضی دستیار دیوان عالی ایالات متحده آمریکا
قاضی دستیار دیوان عالی ایالات متحده آمریکا (به انگلیسی: Associate Justice of the Supreme Court of the United States) عنوان همه اعضای دیوان عالی ایالات متحده آمریکا به غیر از قاضی ارشد ایالات متحده آمریکا می‌باشد. تعداد قضات دستیار توسط کد ایالات متحده آمریکا تعیین می‌شود. قانون قضایی سال ۱۸۶۹ تعداد قضات دستیار را هشت نفر تعیین کرده‌است.
قاضی دستیار مانند قاضی ارشد توسط رئیس‌جمهور ایالات متحده آمریکا نامزد شده و توسط مجلس سنای ایالات متحده آمریکا با رای‌گیری منصوب می‌گردد. این شیوه در اصل دوم قانون اساسی ایالات متحده آمریکا ارائه شده‌است.

## قاضی‌های دستیار
در حال حاضر هشت قاضی دستیار در دیوان عالی وجود دارد:

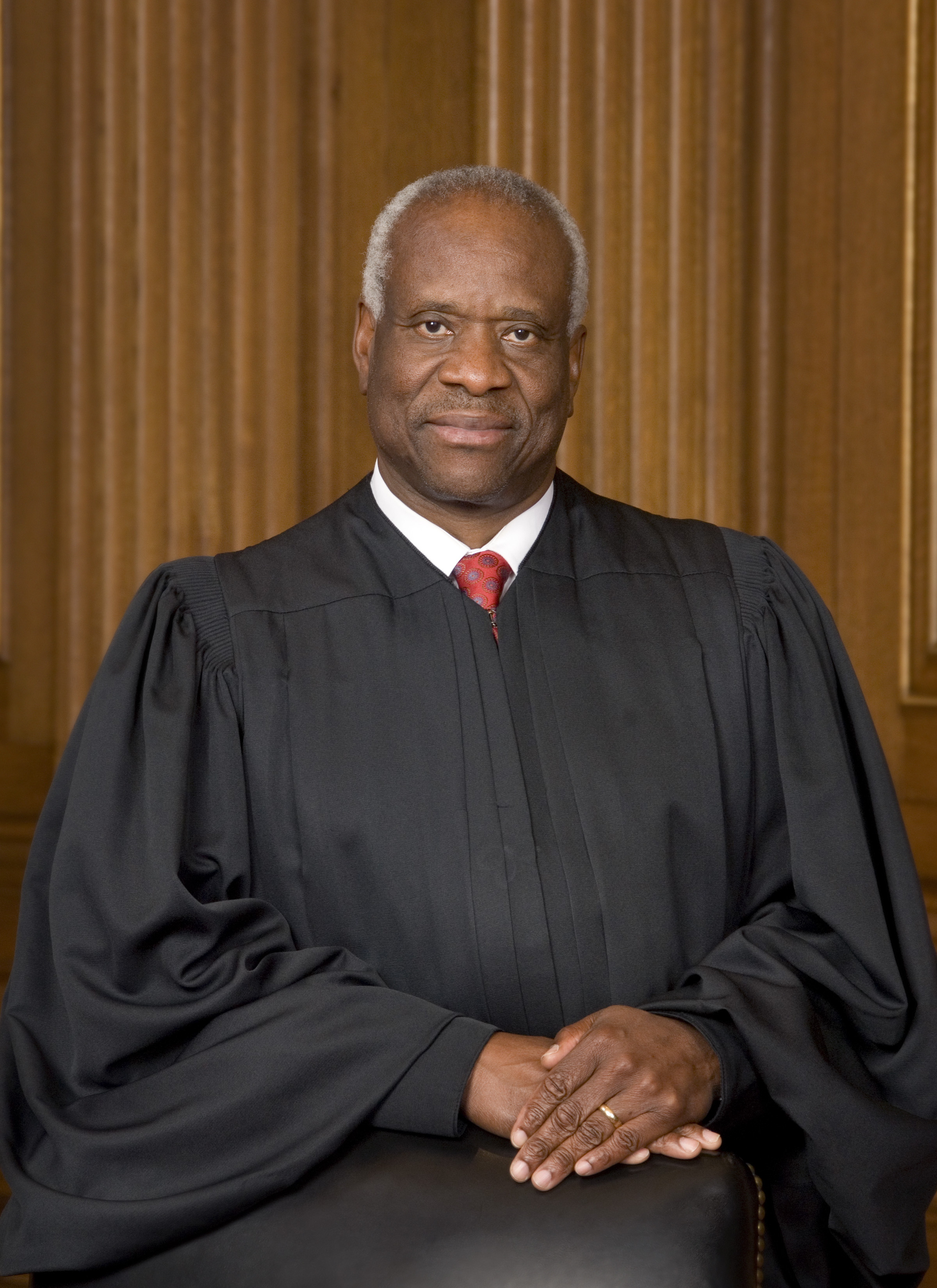
کلارنس توماس از ۲۳ اکتبر ۱۹۹۱
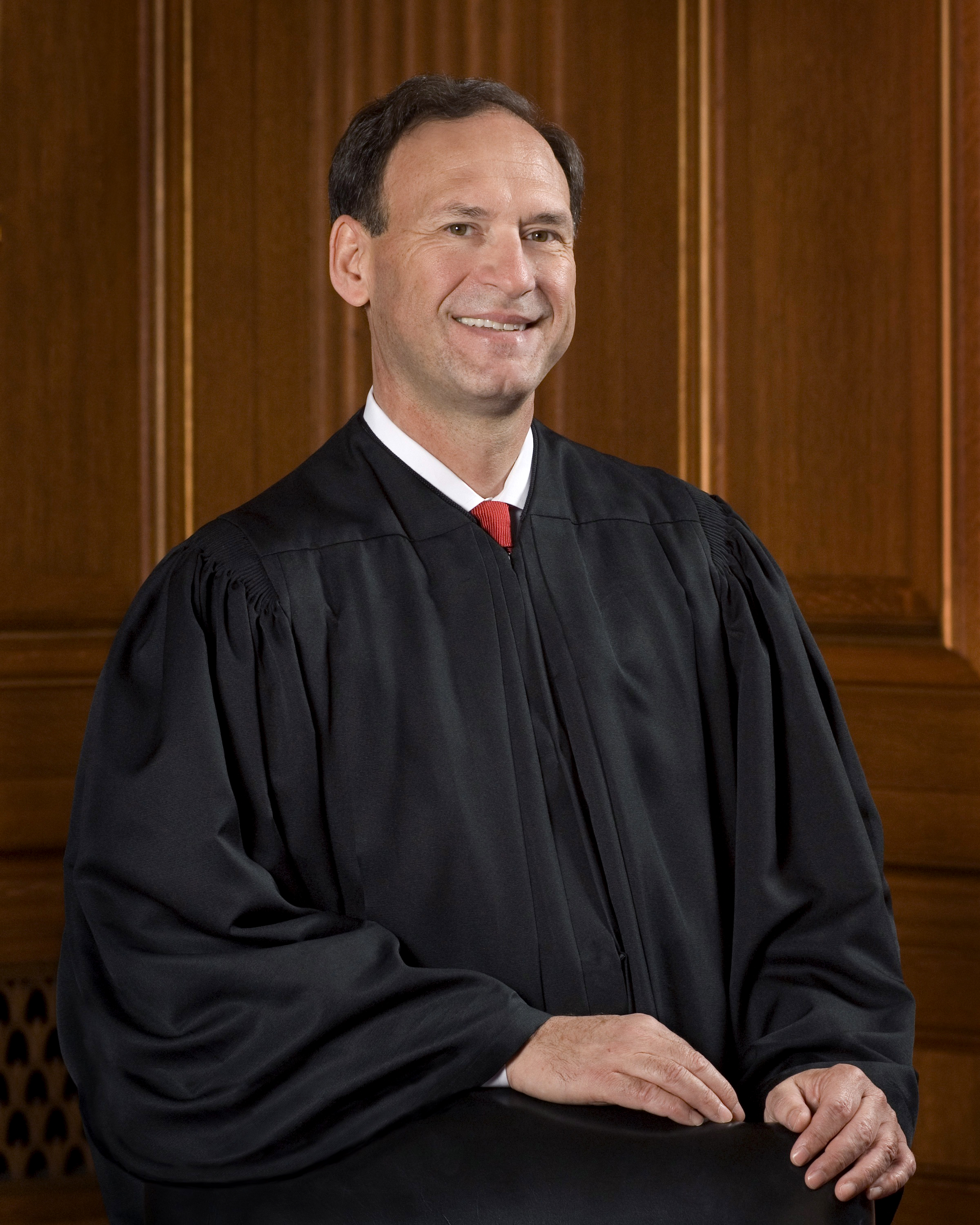
ساموئل آلیتو از ۳۱ ژوئیه ۲۰۰۶
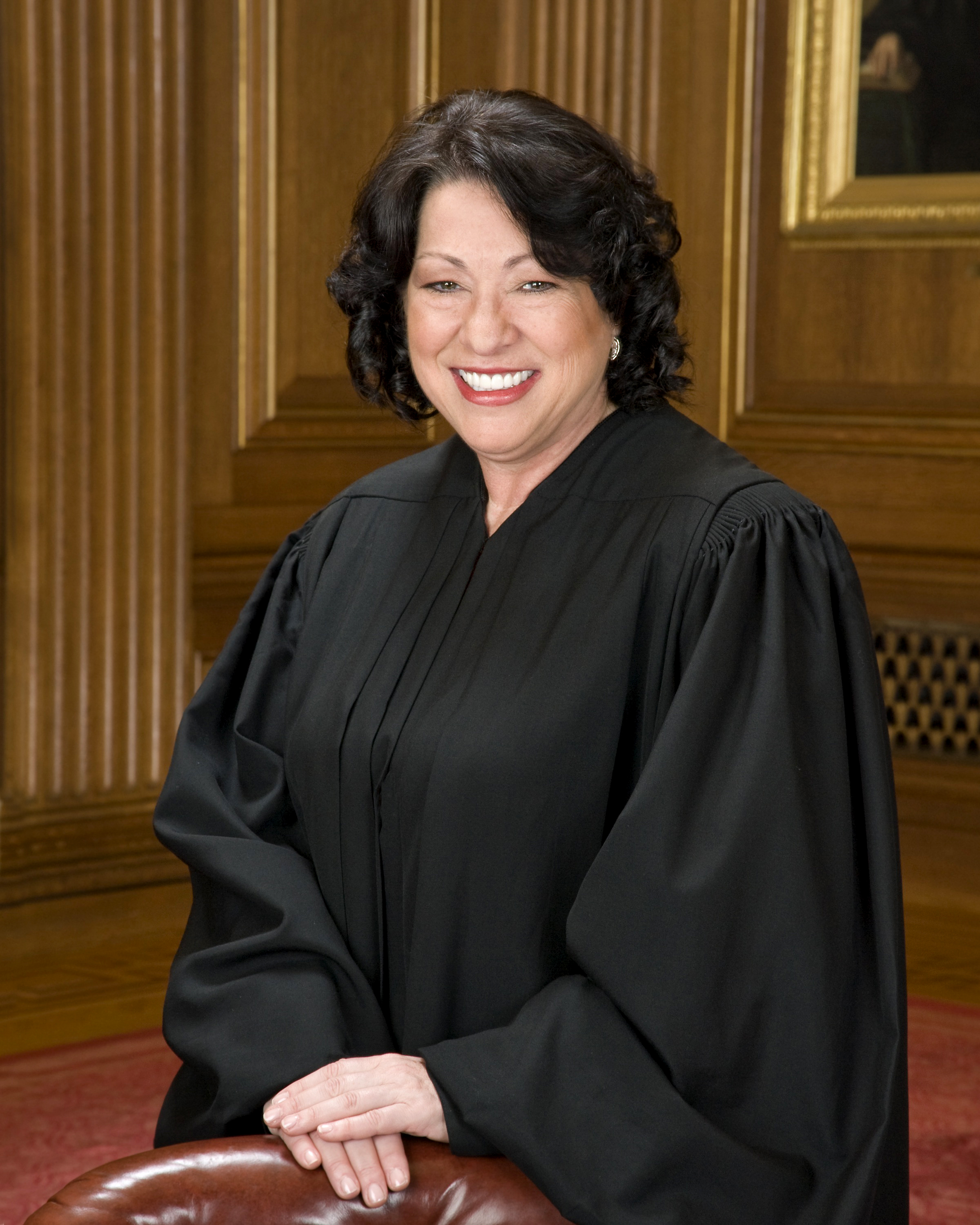
سونیا سوتومایور از ۸ اوت ۲۰۰۹
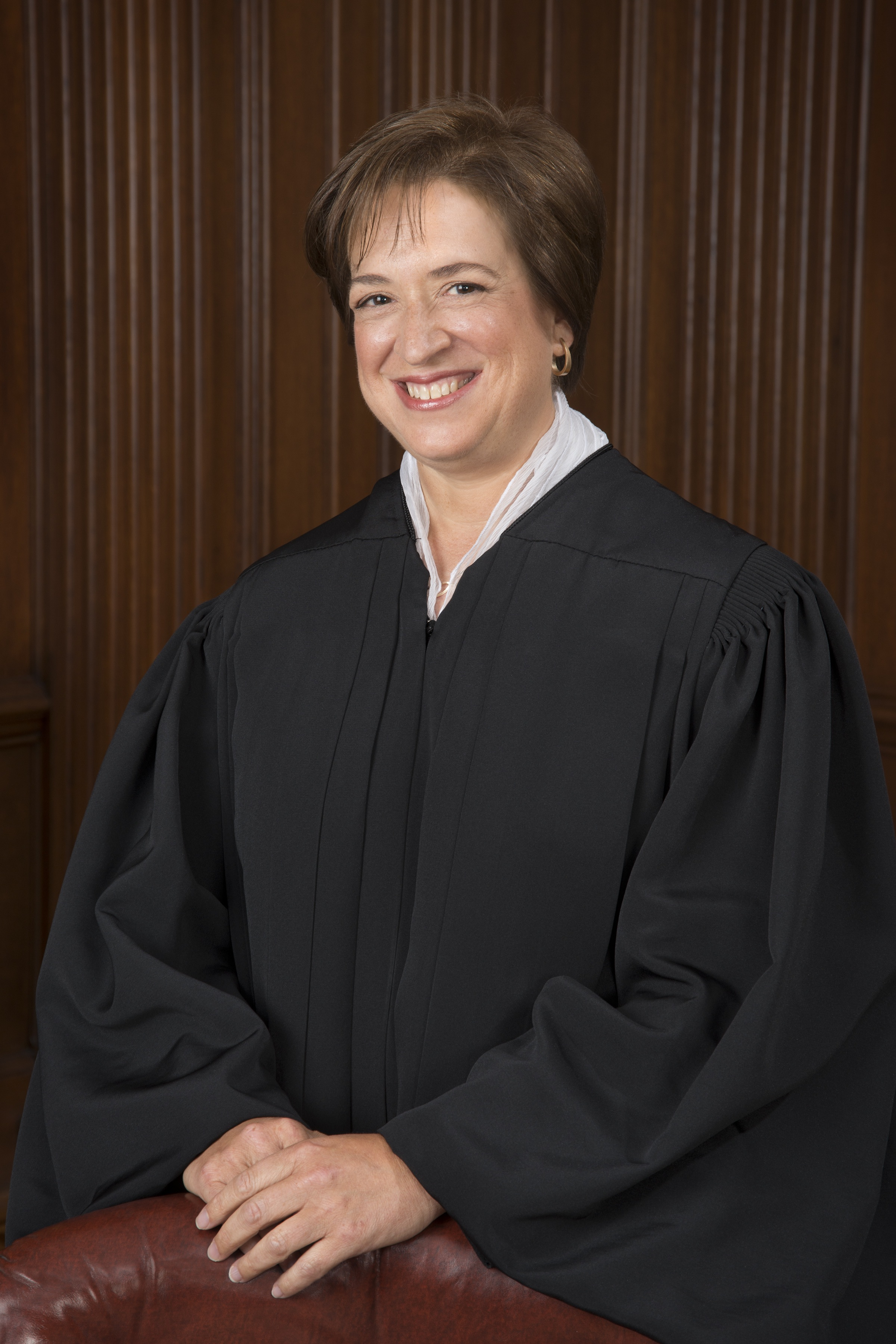
الینا کیگن از ۷ اوت ۲۰۱۰
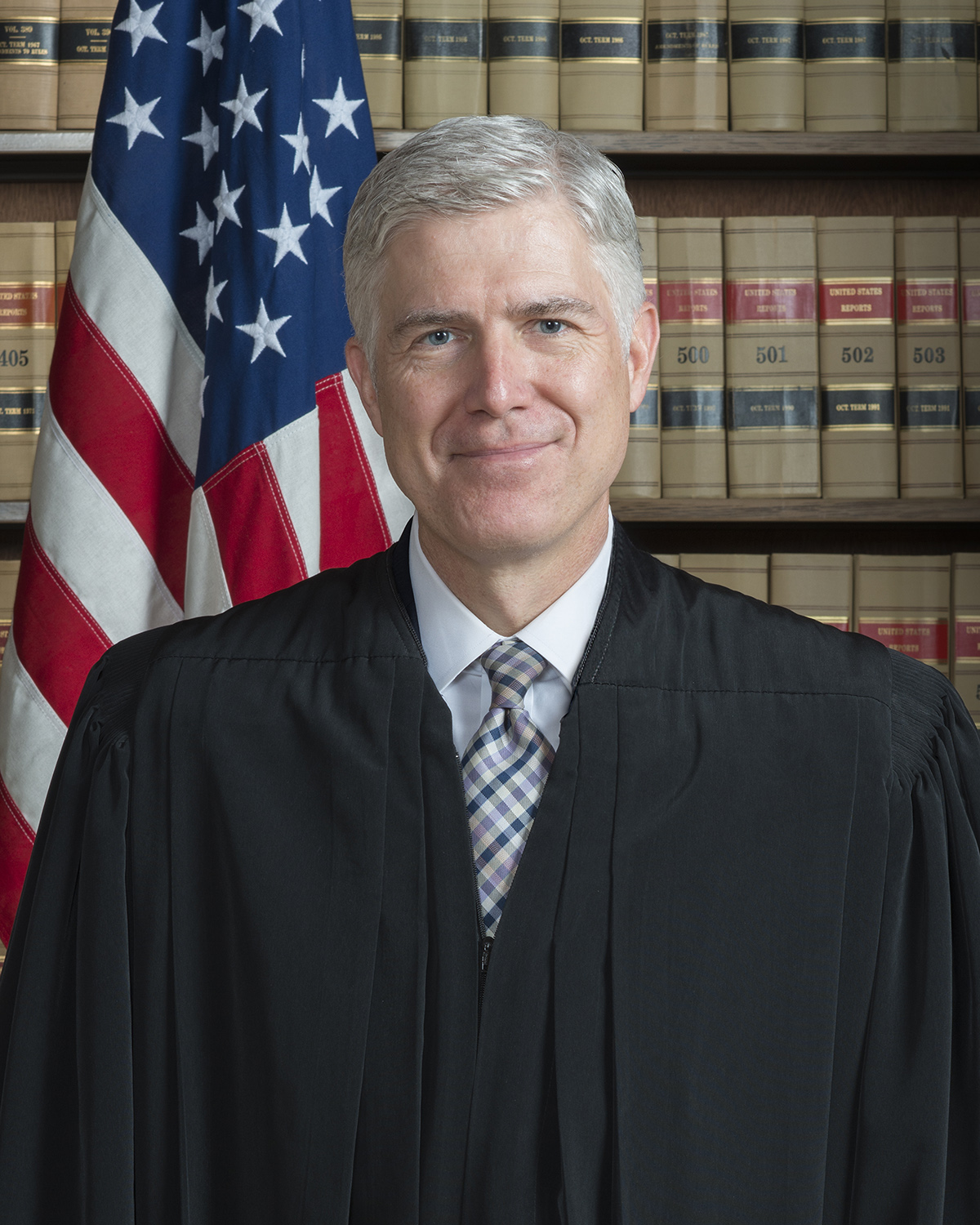
نیل گرساچ از ۱۰ آوریل ۲۰۱۷
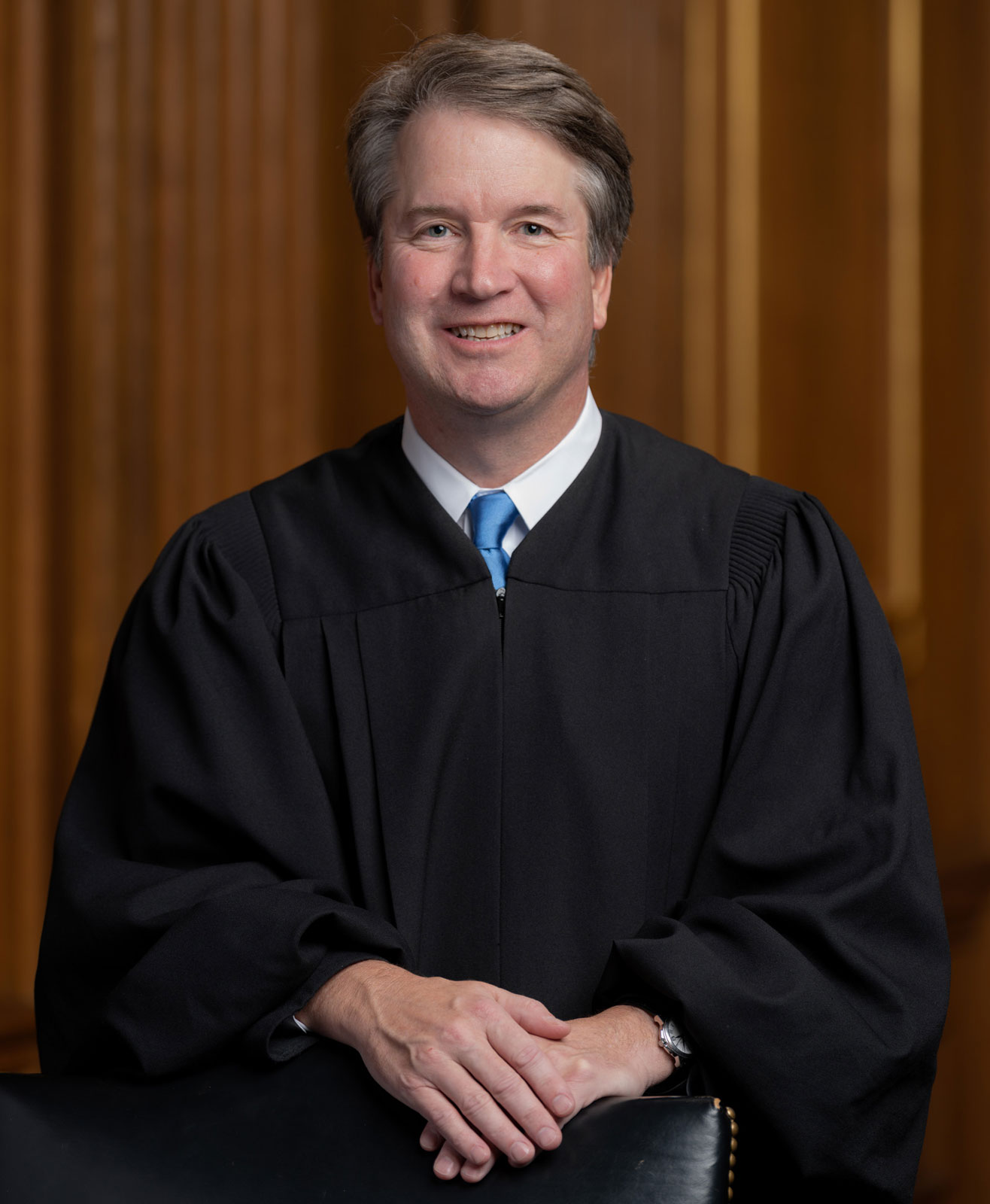
برت کاوانا از ۶ اکتبر ۲۰۱۸
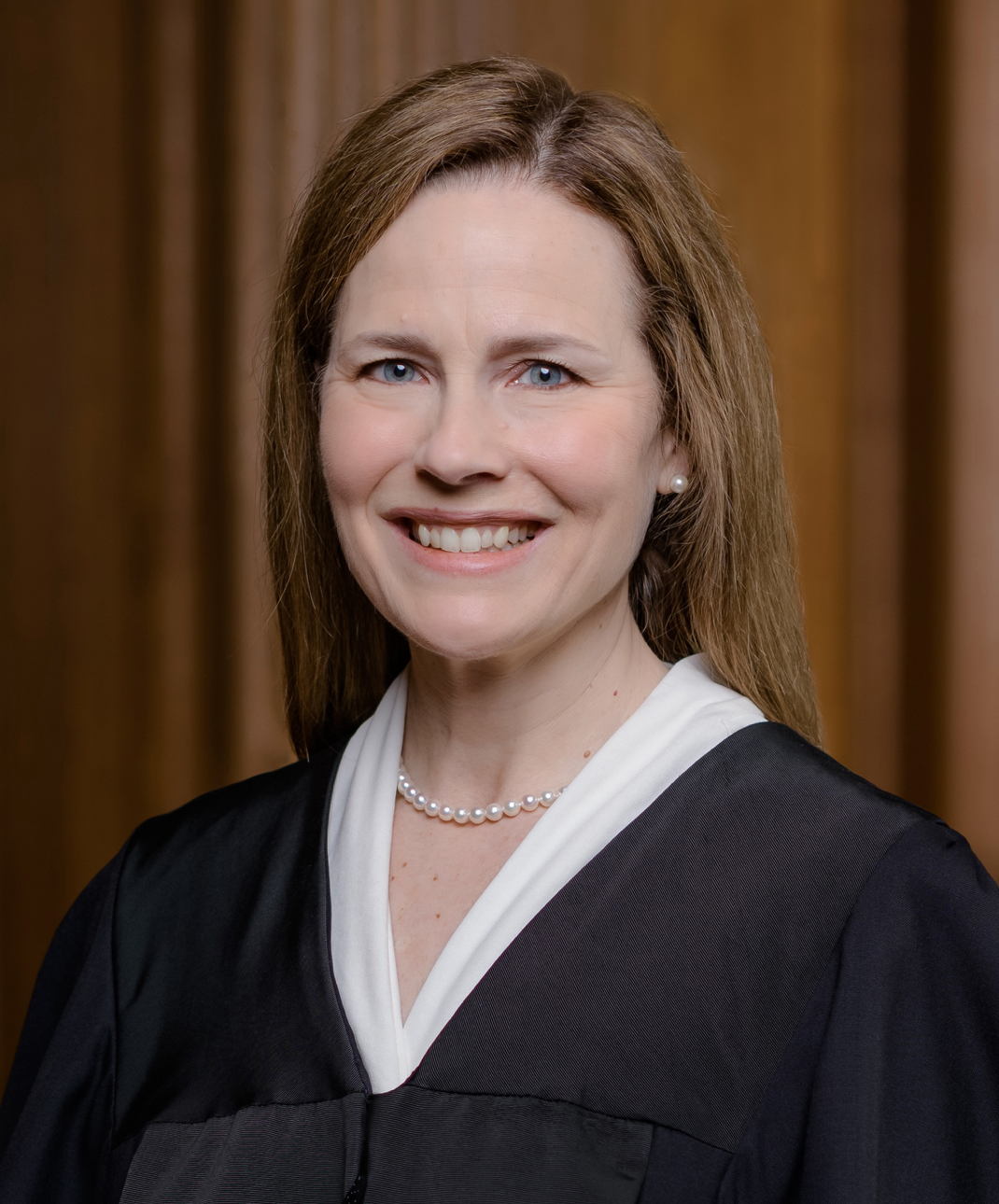
ایمی کنی برت از ۲۷ اکتبر ۲۰۲۰
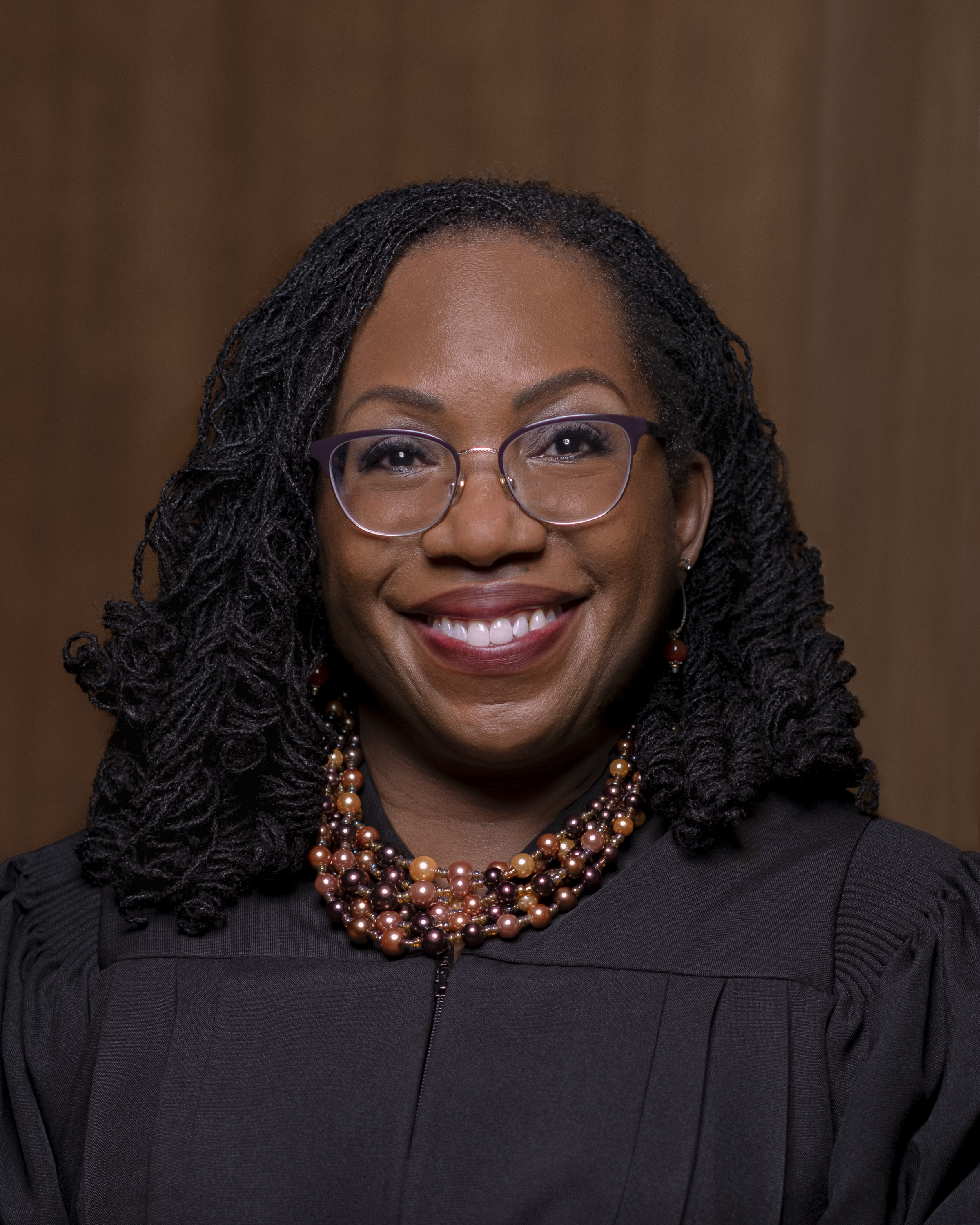
کتانجی براون جکسن از ۳۰ ژوئن ۲۰۲۲